# Trường trung học kỹ thuật Seongsu
Trường Trung học Kỹ thuật Seongsu (聖水工業高等學校) là một trường trung học công lập nằm ở Tàu điện ngầm Seoul tuyến 2, Seongdong-gu, Seoul.

## lịch sử trường học
- Ngày 20 tháng 2 năm 1997 : Được chấp thuận thành lập Trường Trung học Kỹ thuật Seongsu (2 lớp Khoa Cơ khí, 2 lớp Khoa Thiết kế Khuôn mẫu, 2 lớp Khoa Ô tô, 2 lớp Khoa Điện, 2 lớp Khoa Điện tử)
- Ngày 1 tháng 3 năm 1998 : Lễ khánh thành Hiệu trưởng đầu tiên Kwon Hee-bok (bổ nhiệm 30 giáo viên trong đó có Phó hiệu trưởng Jin Ho-nam)
- Ngày 2 tháng 3 năm 1998 : 502 tân sinh viên trúng tuyển lần đầu
- Ngày 26 tháng 6 năm 1998 : Lễ khai giảng được tổ chức
- Ngày 13 tháng 2 năm 2001 : Lễ tốt nghiệp lần thứ nhất
- Ngày 30 tháng 6 năm 2010 : Sửa đổi quy định của trường học (tổ chức lại khoa: 1 lớp xe đạp sinh thái, 2 lớp sản xuất xanh, 2 lớp ô tô xanh, 2 lớp năng lượng xanh, 2 lớp điện tử xanh)
- Ngày 1 tháng 10 năm 2010 : Được chỉ định là trường trung học chuyên biệt được hỗ trợ bởi Văn phòng Giáo dục (lĩnh vực xanh, thân thiện với môi trường)
- Ngày 14 tháng 8 năm 2014 : Thay đổi tên bộ phận (Bộ phận Sản xuất Xanh → Bộ phận Máy móc, Bộ phận Ô tô Xanh → Bộ phận Ô tô, Bộ Năng lượng Xanh → Bộ phận Điện, Bộ phận Điện tử Xanh → Bộ phận Điện tử)
- Ngày 1 tháng 9 năm 2020 : Được bổ nhiệm làm Hiệu trưởng thứ 11 Baek Soo-gil
- Ngày 4 tháng 2 năm 2021 : Lễ tốt nghiệp lần thứ 21
- Ngày 2 tháng 3 năm 2021 : 23 tân sinh viên nhập học cho năm học 2021
- tháng 2 năm 2024 : Lễ tốt nghiệp lần thứ 24 và bế giảng